# دودلي (ماساتشوستس)
دودلي (بالإنجليزية: Dudley, Massachusetts)‏ هي بلدة أمريكية تقع في الولايات المتحدة في مقاطعة ووستر (ماساتشوستس). يقدر عدد سكانها بـ 11,390 نسمة ومساحتها 57.1 كم2 وترتفع عن سطح البحر 204 متر.